# نورثروب واي بي-49
نورثروب واي بي-49  (بالإنجليزية: Northrop YB-49)‏ هي قاذفة قنابل استراتيجية أنتجت في الولايات المتحدة. من صناعة نورثروب. كان أول طيران لها في 21 أكتوبر 1947.